# Локаст-Веллі (Нью-Йорк)
Локаст-Веллі (англ. Locust Valley) — переписна місцевість (CDP) в США, в окрузі Нассау штату Нью-Йорк. Населення — 3571 особа (2020).

## Географія
Локаст-Веллі розташований за координатами 40°52′41″ пн. ш. 73°35′20″ зх. д. / 40.87806° пн. ш. 73.58889° зх. д. (40.878116, -73.588830).  За даними Бюро перепису населення США в 2010 році переписна місцевість мала площу 2,43 км², з яких 2,37 км² — суходіл та 0,06 км² — водойми.

## Демографія
Згідно з переписом 2010 року, у переписній місцевості мешкало 3406 осіб у 1208 домогосподарствах у складі 886 родин. Густота населення становила 1404 особи/км².  Було 1281 помешкання (528/км²).
Расовий склад населення:
| - 85,5 % — білих - 3,3 % — чорних або афроамериканців - 2,4 % — азіатів - 0,1 % — корінних американців - 7,3 % — осіб інших рас |

До двох чи більше рас належало 1,4 %. Частка іспаномовних становила 17,6 % від усіх жителів.
За віковим діапазоном населення розподілялося таким чином: 26,4 % — особи молодші 18 років, 60,4 % — особи у віці 18—64 років, 13,2 % — особи у віці 65 років та старші. Медіана віку мешканця становила 40,0 року. На 100 осіб жіночої статі у переписній місцевості припадало 92,6 чоловіків;  на 100 жінок у віці від 18 років та старших — 90,9 чоловіків також старших 18 років.
Середній дохід на одне домашнє господарство  становив 138 888 доларів США (медіана — 85 536), а середній дохід на одну сім'ю — 165 291 долар (медіана — 117 273). Медіана доходів становила 72 273 долари для чоловіків та 49 632 долари для жінок. За межею бідності перебувало 3,6 % осіб, у тому числі 0,7 % дітей у віці до 18 років та 9,2 % осіб у віці 65 років та старших.
Цивільне працевлаштоване населення становило 1549 осіб. Основні галузі зайнятості: освіта, охорона здоров'я та соціальна допомога — 19,1 %, науковці, спеціалісти, менеджери — 15,8 %, роздрібна торгівля — 12,7 %, фінанси, страхування та нерухомість — 10,1 %.